# Hapalomys longicaudatus
Hapalomys longicaudatus es una especie de roedor de la familia Muridae.

## Distribución geográfica
Se encuentra en el sur de China, Malasia peninsular, sur de Birmania y Tailandia. 

## Hábitat
Su hábitat natural son: Clima tropical o Clima subtropical bosques áridos.

## Estado de conservación
Se encuentra amenazada de extinción por la pérdida de su hábitat natural.